# Philipp Zoch
Philipp Zoch (* 2. Januar 1892 in Aachen; † 24. Mai 1949 in Wittlich) war ein deutscher Generalleutnant der Luftwaffe im Zweiten Weltkrieg.

## Leben
Zoch trat am 11. März 1912 in das kaiserliche Heer ein, diente in der Infanterie und wurde am 18. August 1913 zum Leutnant ernannt. Nach Beginn des Ersten Weltkrieges wechselte er zur Fliegertruppe, bei der er den Krieg beendete. Anschließend wechselte er, inzwischen als Oberleutnant, zurück zur Infanterie. Im Jahre 1920 diente er im 5. (Preußisches) Infanterie-Regiment der 2. Division der Reichswehr, wo er am 1. Dezember 1923 zum Hauptmann befördert wurde. Zum 1. Oktober 1928 offiziell aus dem Heer entlassen, arbeitete er in der geheimen Hauptbildstelle Berlin des Reichswehrministeriums. Nach Beendigung dieser Tätigkeit am 1. April 1930 trat er wieder ins Heer ein und wurde dort am 1. September 1933 zum Major befördert. 
Am 1. April 1934 trat er zur neu gegründeten Luftwaffe über und übernahm den Posten eines Ia (Erster Generalstabsoffizier) im Stab des Luftkreis-Kommandos II. Anschließend schlossen sich Verwendungen in der Flieger-Schule Hildesheim, der Grossen Kampffliegerschule Fassberg, der Bombenschule Fassberg und der Grossen Kampffliegerschule Tutow an. Zwischenzeitlich erreichte ihn am 1. September 1935 die Beförderung zum Oberstleutnant und am 1. Januar 1937 zum Oberst. Am 1. Februar 1938 übernahm er das Kampfgeschwader 355 (ab 1. Mai 1939 umbenannt in Kampfgeschwader 53) als Geschwaderkommodore, bevor er am 1. August 1939 Kommandeur der Luftkriegsschule 3 in Werder wurde. Am 1. September 1939, beim Überfall auf Polen, übernahm er in der 3. Armee den Posten eines Kommandeurs der Luftwaffe. Als sogenannter Koluft führte er die unmittelbar der Armee unterstellten fliegenden Aufklärungs-, Verbindungs- und Transportstaffeln der Luftwaffe. Diesen Posten bekleidete er anschließend auch in der 6. Armee, der Heeresgruppe D und der Heeresgruppe C.
Am 1. April 1940 wurde er zum Generalmajor befördert. Am 1. Juni 1941 wurde er Koluft der Heeresgruppe Mitte und erfüllte diese Aufgabe während der ersten fünf Monate des Deutsch-Sowjetischen Krieges. Anschließend wurde er Höherer Kommandeur der Aufklärungsflieger, bevor er am 10. April 1942 zum Generalleutnant befördert wurde. Ab 17. Mai 1943 kurzzeitig in die Führerreserve versetzt, übernahm er danach Aufgaben im Reichsluftfahrtministerium, um dann am 30. August 1944 erneut in die Führerreserve zurückzukehren. Am 28. Februar 1945 erneut reaktiviert, um Beauftragter für Kraftfahrwesen in Württemberg und Baden zu werden, geriet er am 6. Mai 1945, noch vor der bedingungslosen Kapitulation der Wehrmacht, in alliierte Kriegsgefangenschaft und wurde aus dieser am 5. Juni 1947 entlassen.